# 貝克縣 (喬治亞州)
貝克縣（英語：Baker County）是美國喬治亞州西南部的一個縣。面積904平方公里。根據美國2000年人口普查，共有人口4,074人。縣治牛頓（Newton）。
成立於1825年12月12日。縣名紀念美國獨立戰爭英雄約翰·貝克上校（John Baker）。